# Стив Ширипа
Стивен Ралф „Стив“ Ширипа (енгл. Steve Schirripa; Бенсонхерст, Бруклин, Њујорк, Њујорк, 3. септембра 1957), амерички је позоришни, филмски и ТВ глумац, познат првенствено по улози Бобија Бакалијерија у ТВ серији „Сопранови“.
Док је радио у Лас Вегасу, Стивен је имао камео улогу у класичном криминалистичком филму Мартина Скорсезеа Казино (1995). После овог малог учешћа Ширипа је желео да постане глумац.